# プトゥイ
プトゥーイ（Ptuj [ptuːj]、プレクムリェ語: Ptüj [ptyːj]、ドイツ語: Pettau、ラテン語: Poetovio, Poetovium、ハンガリー語: Potoly、イタリア語: Poetovio）は、スロベニアの都市および基礎自治体。スロベニア北東部、シュタイエルスカ地方にある。人口はおよそ23,000人。
市の内外に多くの公園、公共の場所があり、多彩なナイトライフが楽しめる。

## 歴史

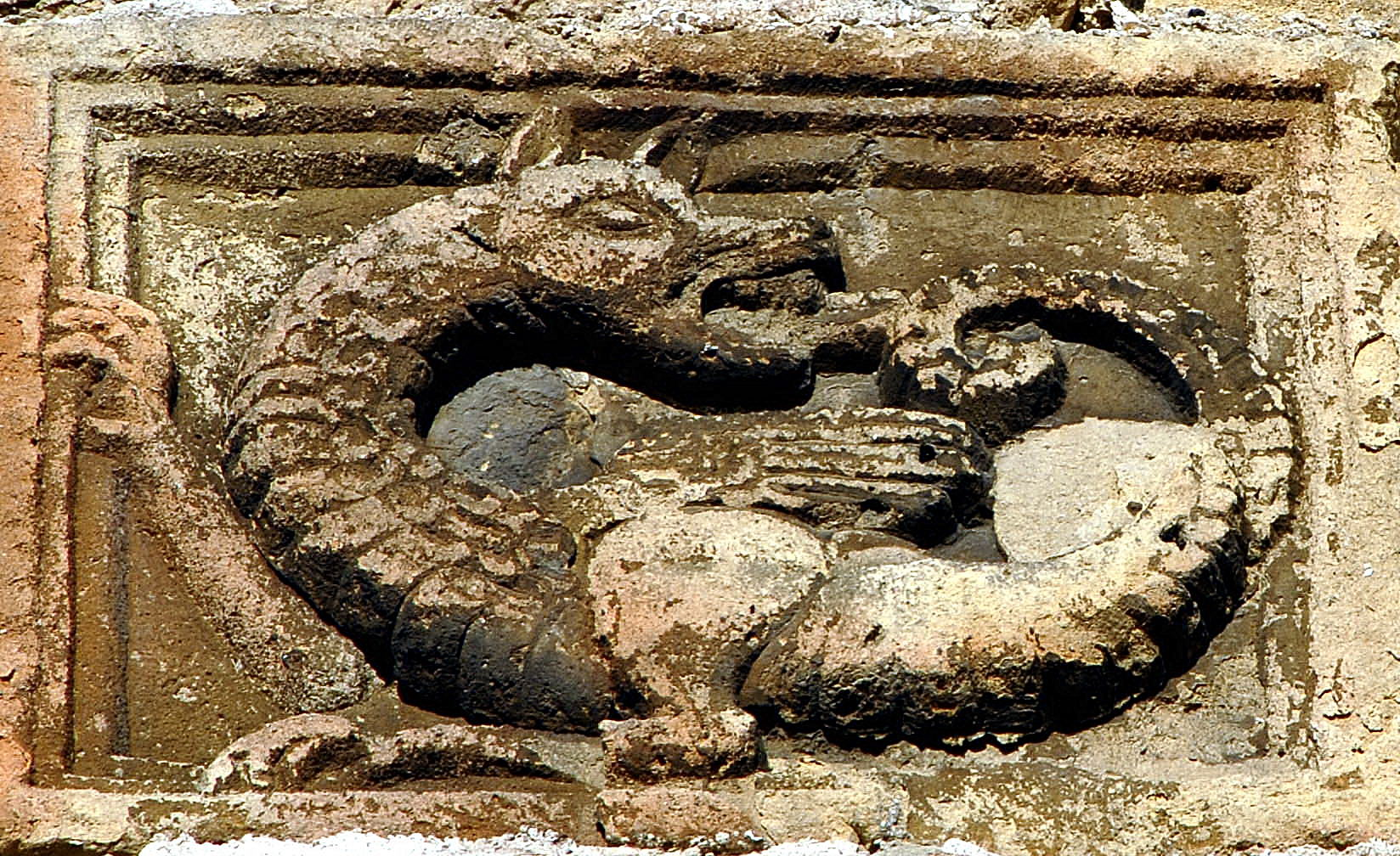
プトゥイ城の城壁に刻まれたウロボロス

プトゥイはスロベニア最古の都市の一つである。石器時代に歴史はさかのぼり、ケルト人の定住は鉄器時代後期であった。紀元前1世紀、この定住地は古代ローマの支配下に入る。69年、ウェスパシアヌス帝がプトゥイの彼の歩兵軍団によってローマ皇帝に選ばれた。そして最初にプトゥイの町について記載されたのも同年からである。ラテン語名ポエトヴィオは、属州パンノニアにおける第13軍団ゲミナのベース・キャンプが置かれた。当時のローマ皇帝トラヤヌスは、定住地に植民市（コロニア）の特権を与え、自身の名にちなんでコロニア・ウルピア・トライアナ・ポエトヴィオと103年に命名した。450年にフン族によって略奪にあうまで、市には40,000人の人口があった。
570年、市はアヴァール族とスラヴ人に占領された。プトゥイは8世紀終わりにアヴァール族国家が崩壊すると、フランク王国の一部となった。840年から874年の間、市は、プリビナとその子コツェリの2代が治めたスラヴ人国家のバラトン君主国に従属した。874年から890年、プトゥイは次第にザルツブルク大司教座の影響下に入っていった。町としての特権は1376年に与えられ、定住地の経済的発展が上向き始めた。ドイツ名ペッタウとして、1555年にはシュタイアーマルク公国に併合された。

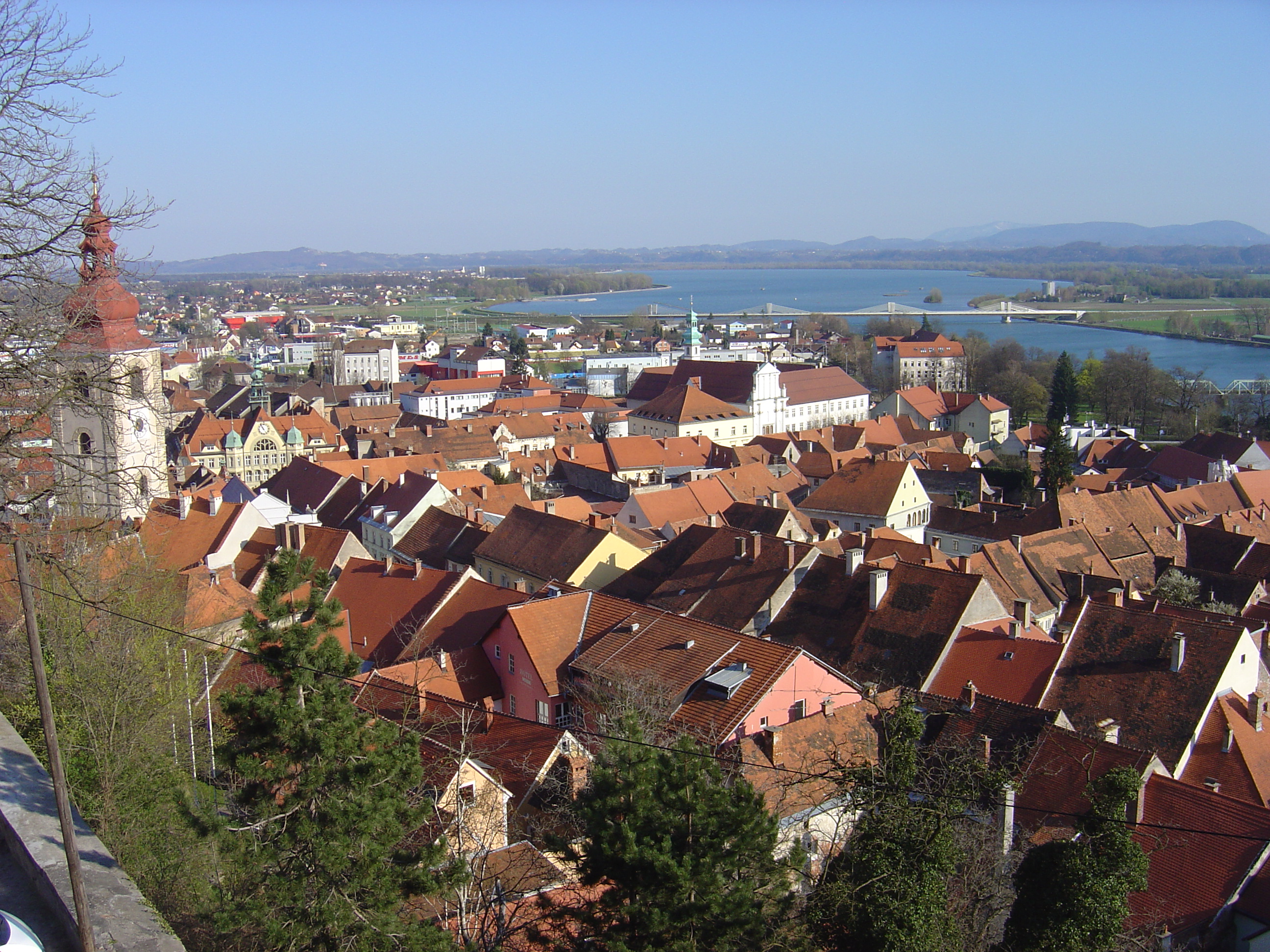
城から見たプトゥイ

ペッタウはオスマン帝国のヨーロッパ侵入の際には戦場となり、1684年、1705年、1710年、1744年には大火に見舞われた。その人口と重要性は19世紀になって衰え始めたが、オーストリア南部鉄道のウィーン＝トリエステ間が完成後、その路線がマリボルまで伸びた。
1910年のオーストリア＝ハンガリー帝国の国勢調査によると、プトゥイ旧市街人口の86％がドイツ語話者で、一方で周辺村落は圧倒的にスロベニア語話者が多かった。第一次世界大戦終結によるオーストリア＝ハンガリー帝国の崩壊後、ペッタウは短命国家ドイツ＝オーストリア共和国に含まれた。しかし、スロベニア人将軍ルドルフ・マイスターの軍事介入後、ウンターシュタイヤーマルク地方全体がスロベニア人・クロアチア人・セルビア人国（のちのユーゴスラビア王国）に含まれることとなった。戦間期、プトゥイと改名した町に住んでいた自身をドイツ人と認識する人々の多くは、比較的強力な少数派ドイツ人が残留したにもかかわらず、急速に減少した。
1941年4月のユーゴスラビア侵攻後、プトゥイはナチス・ドイツに占領された。1941年から1944年まで、町のスロベニア人住民たちは追い出されるか国外へ追放された。彼らの家は南ティロルとゴットシェー地方（クラニスカ地方）からやってきたドイツ語話者らに取り上げられた。彼らは、アドルフ・ヒトラーとベニート・ムッソリーニの同意によって、父祖の地から追い立てられてきたのだった。これらの新規ドイツ人移民は、地元出身の自称ペッタウアー（Pettauer、ペッタウ人）であるドイツ人と同様に、1945年のドイツ人追放によってオーストリアへ追われた。多くはその後北米へ移住した。
1945年以降、プトゥイはほぼ完全にスロベニア人住民で占められている。

## 市の近隣自治体

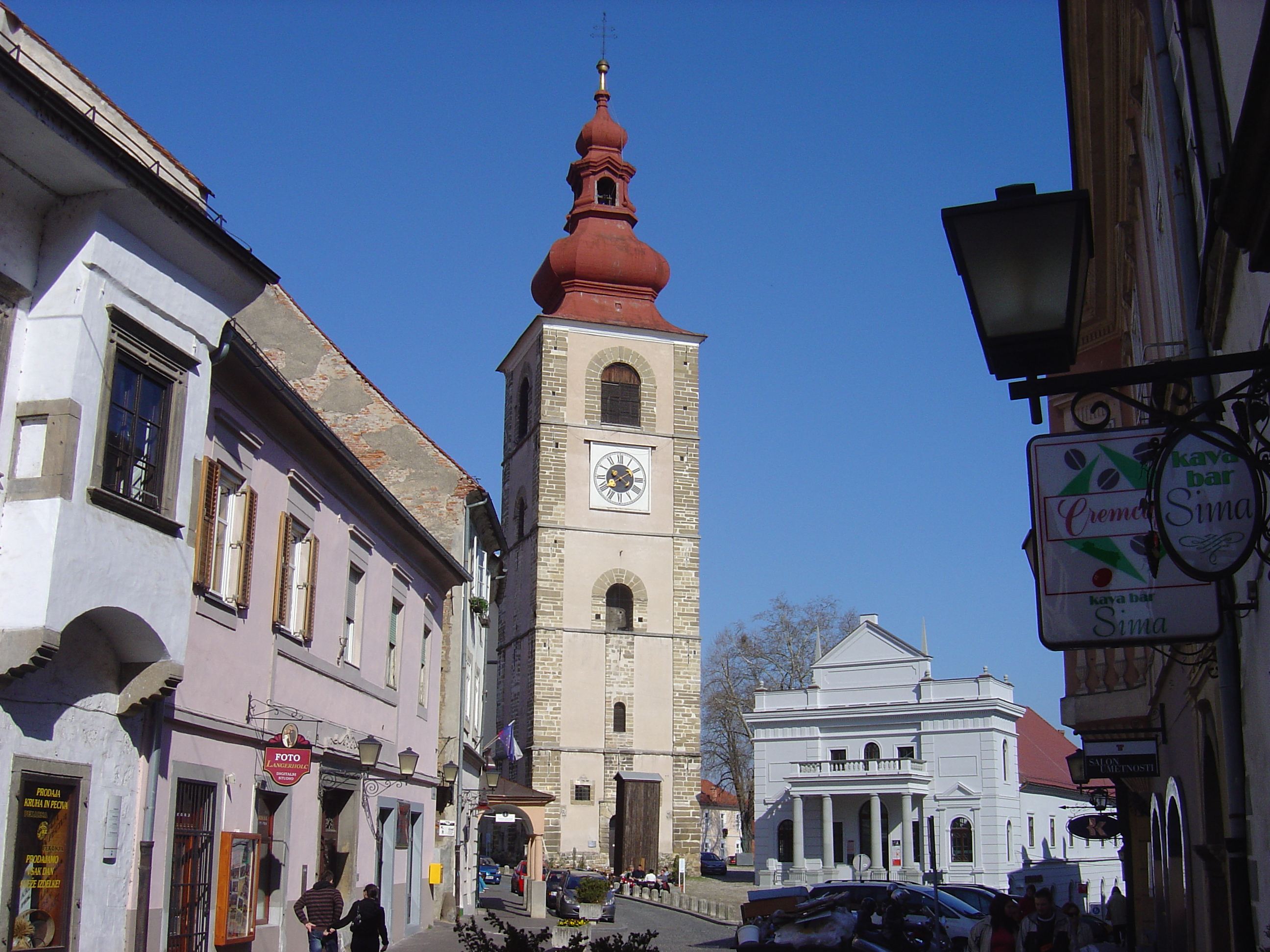
プトゥイ塔

| 近隣自治体               | 人口 |
| Center                   | 3681 |
| ブレグ＝トゥルニシュチェ | 3743 |
| リュドスキ・ヴルト       | 5903 |
| イェゼロ                 | 1581 |
| パノラマ                 | 2072 |
| ロゴズニツァ             | 3867 |
| グライェナ               | 2390 |
| スプフルヤ               | 872  |

## 交通
鉄道
- プトゥイ駅 - プラーゲルスコ - スレディースチェ線

航空
- 最も近い空港はプトゥイ・スポーツ飛行場で市より7km離れており、マリボル空港は18km離れている。

## ランドマーク

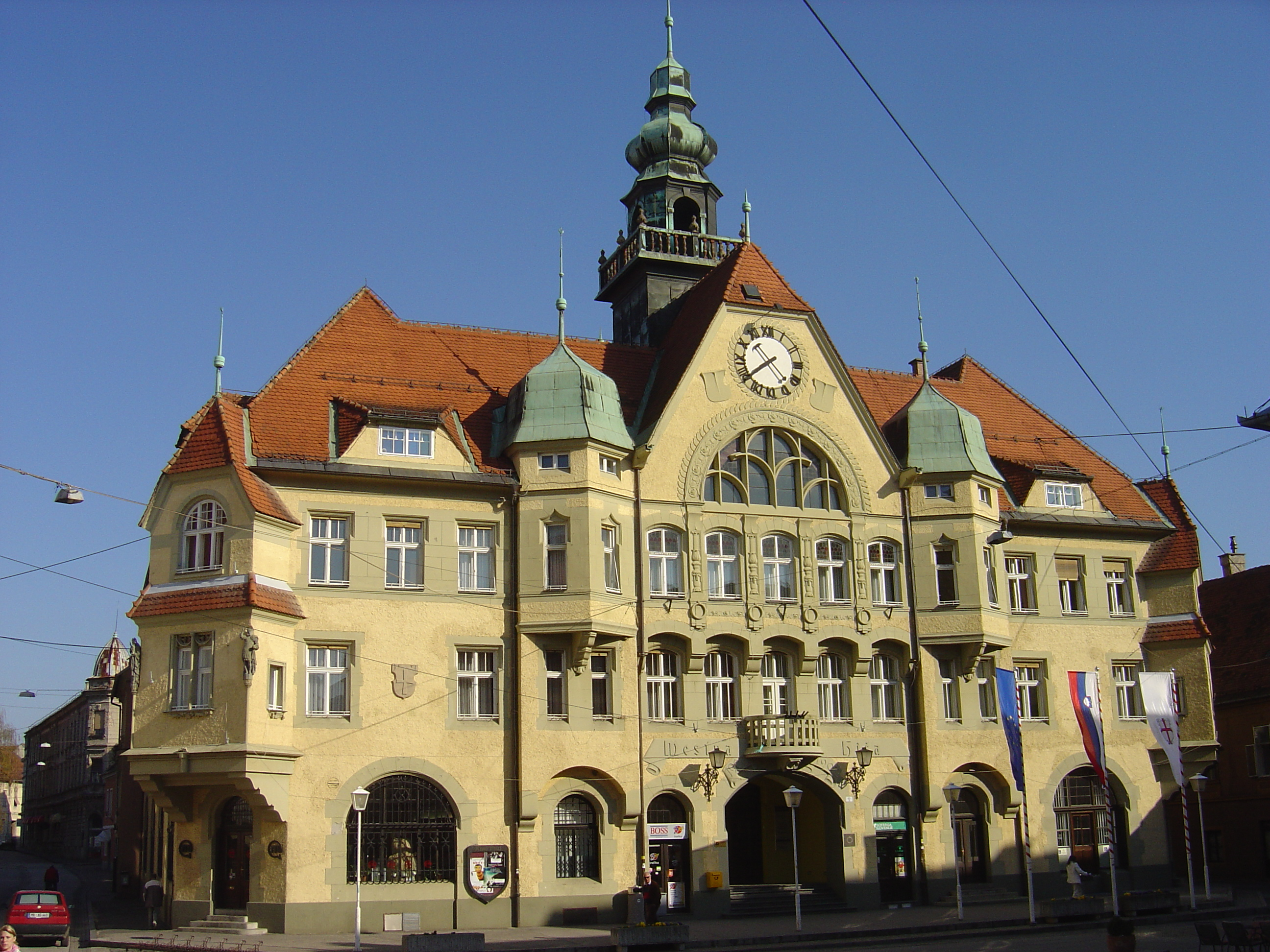
タウンホール

- プトゥイ城（英語版） - 12世紀、ハンガリー人の侵入を防ぐため建てられた[3]。町を見下ろす丘の上にあり、町のシンボルとなっている。

## 姉妹都市
- - ヴァラジュディン, クロアチア （2004年）
- - ブルクハウゼン, ドイツ （2001年）
- - バンスカー・シュチャヴニツァ, スロバキア （2002年）
- - サン＝シル＝シュル＝ロワール, フランス （1998年）
- - オフリド, マケドニア共和国 （2006年）
- - アラジェロヴァツ, セルビア

## プトゥイ基礎自治体に属する町村
- グライェナ
- グライェンシュツァク
- キツァル
- クルツェヴィナ・プリ・ヴルベルグ
- キドリチェヴォ
- メストニ・ヴルフ
- パツィニェ
- ポドヴィンツィ
- プトゥイ
- スポドニィ・ヴェロヴレク
- スプフルヤ

## 文化
- 冬の伝統行事クレントヴァニエ（英語版）として、伝統的な仮面をかぶり、羊の皮を身にまとったクレントが町を練り歩き家々を訪ねまわる。告解火曜日の2月17日にはパレードが行われる[4]。この伝統行事は、2017年にユネスコの無形文化遺産に登録された[5]。

## ギャラリー

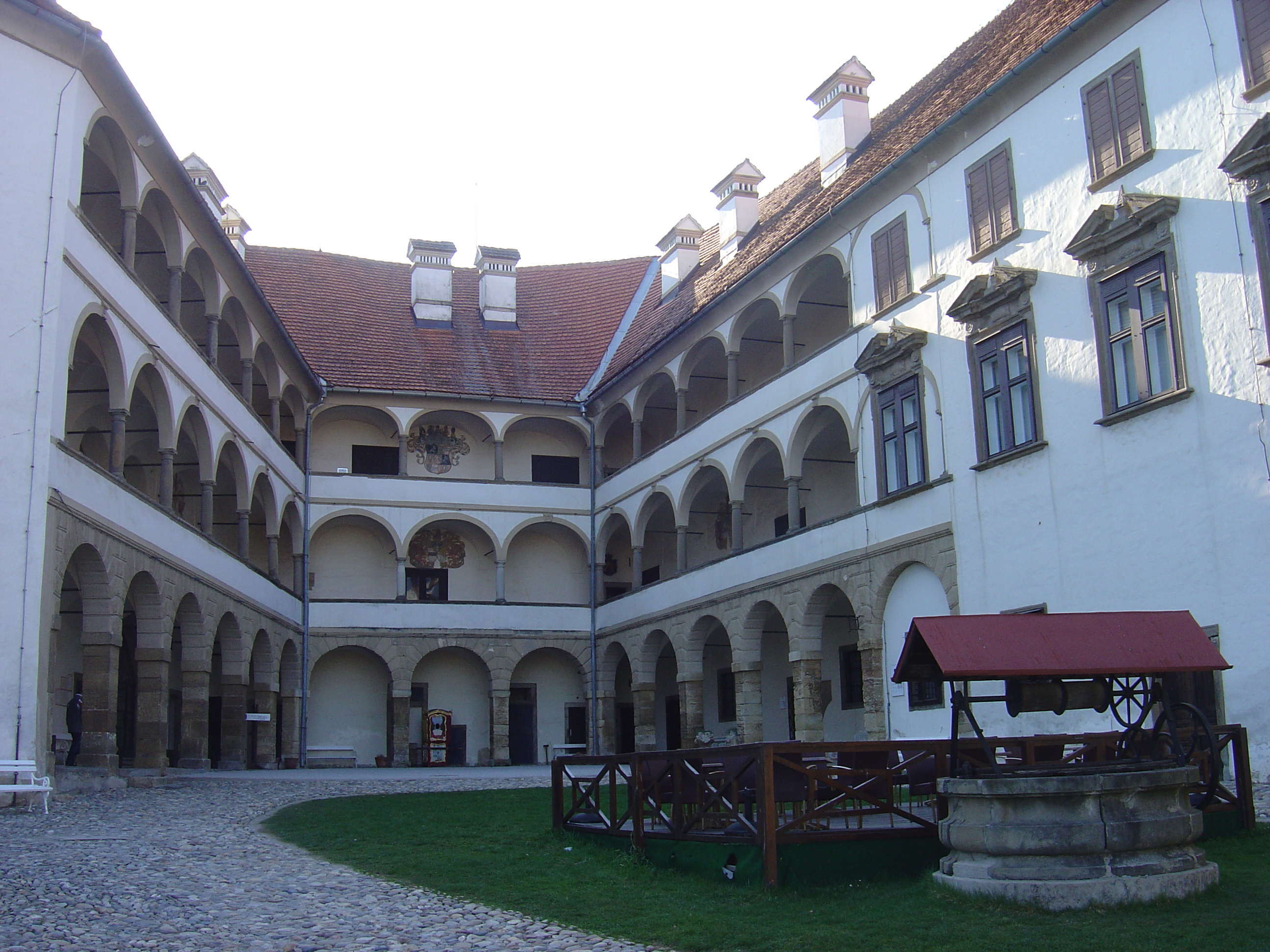
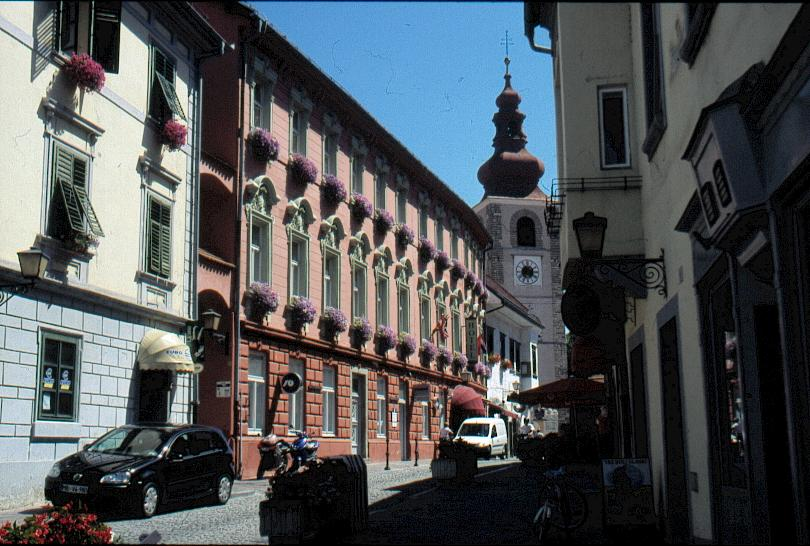
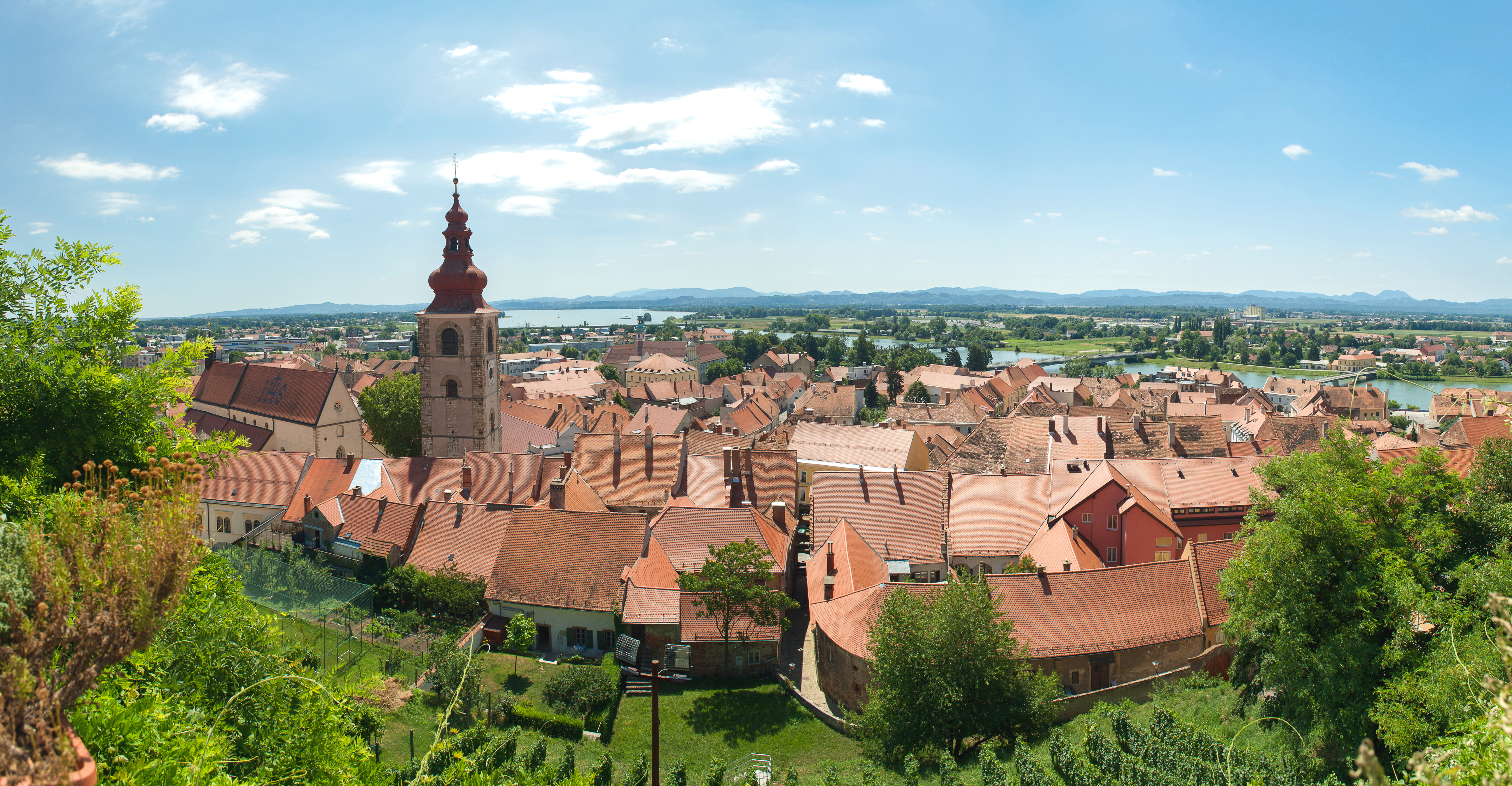
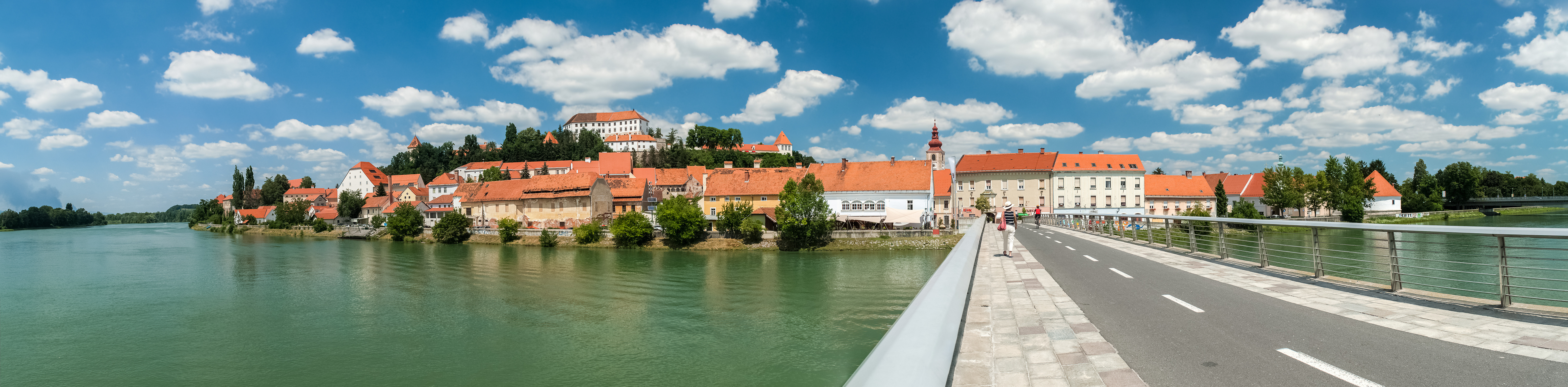
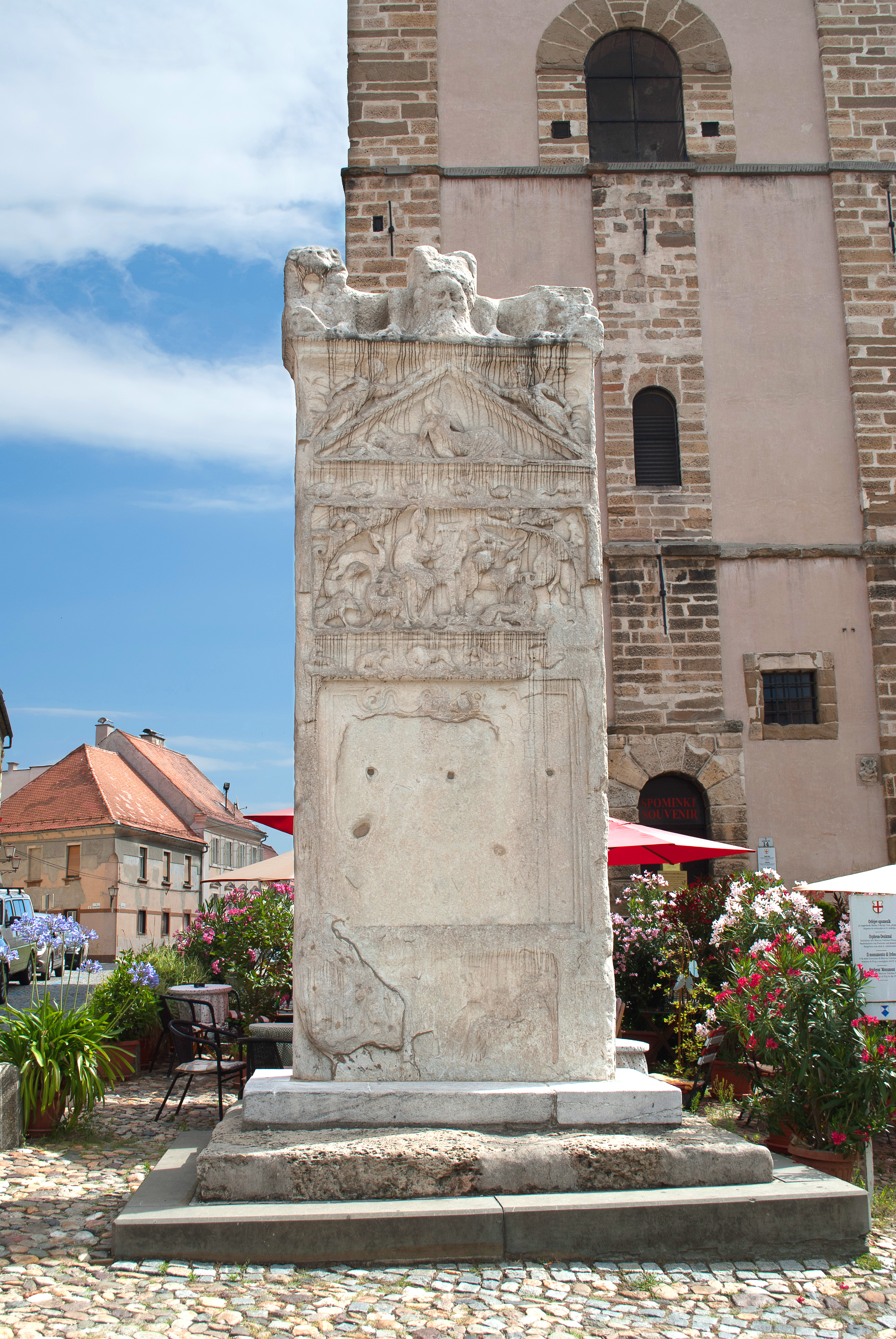

## 参照
1. ↑  Los Angeles Times - Los Angeles, Calif. Date: Jul 31, 2005
2. 1 2 3 4 5 6  PtujTourism.si. "The History of Ptuj". Accessed November 8 2006.
3. ↑  “デジタル大辞泉の解説”.   コトバンク. 2018年9月21日閲覧。
4. ↑  “羊の皮を身にまとい奇妙なコスチュームで町を練り歩く。スロベニアの冬を追い払う儀式「クレントヴァニエ」”. カラパイア (2015年2月22日). 2025年5月30日閲覧。
5. ↑  “Door-to-door rounds of Kurenti - UNESCO Intangible Cultural Heritage” (英語). ich.unesco.org. 2025年5月30日閲覧。

- 『ロサンゼルス・タイムズ』 ロサンゼルス、2005年7月31日